# Rescue (пісня)
«Rescue» — другий сингл британського пост-панк-гурту, Echo & the Bunnymen, був випущений 5 травня, 1980 року, сингл входить в студійний, альбом, Crocodiles, сингл випускався, на лейблі, Korova Records, досягнув 62-го, місця в UK Singles Chart.